# János Balogh (Schachspieler)
János Balogh [ˈjaːnoʃ ˈbɒloɡ] (* 10. September 1892 in Kézdivásárhely, Siebenbürgen, Österreich-Ungarn (deutsch Szekler Neumarkt), heute Târgu Secuiesc, Rumänien; † 12. September 1980 in Budapest) war ein ungarisch-rumänischer Fernschachmeister.

## Privates
Balogh wurde als Ungar geboren. 1918 kam Siebenbürgen zu Rumänien, und Balogh erhielt die rumänische Staatsbürgerschaft. Bis 1933 arbeitete er in Miercurea Ciuc (Rumänien) als Rechtsanwalt. Seit 1934 lebte er in Budapest. Er nahm die ungarische Staatsbürgerschaft an und arbeitete bis 1934 als Richter.

## Erfolge

### Fernschach
Balogh nahm seit 1910 an vielen internationalen Fernturnieren teil. 1930 erreichte er bei der IFSB-Bundesmeisterschaft Platz 2–3. 1932 belegte er in diesem Turnier Platz 4. Bei der 1935 begonnenen 1. Europa-Mannschaftsmeisterschaft spielte er am Spitzenbrett für Ungarn, das dieses Turnier gewann. 1936/37 besiegte er in einer Fernpartie Großmeister Paul Keres. Er nahm an den drei ersten Fernschachweltmeisterschaften teil und beteiligte sich noch im Alter von 78 Jahren am stark besetzten Jubiläumsturnier des Deutschen Fernschachbundes.

### Turnierschach
Balogh war auch am Brett erfolgreich. So vertrat er Rumänien bei der inoffiziellen Schacholympiade 1926, bei der er mit der Mannschaft den dritten Platz erreichte, sowie den Schacholympiaden 1928, 1930 und 1931. Die inoffizielle Schacholympiade 1936 gewann er mit Ungarn, gleichzeitig erreichte er das drittbeste Ergebnis am ersten Reservebrett.
Balogh-Verteidigung
Nach ihm ist die Balogh-Verteidigung (1. e4 d6 2. d4 f5 bzw. durch Zugumstellung aus dem Staunton-Gambit nach 1. d4 f5 2. e4 d6) sowie eine Variante des Budapester Gambits benannt, die nach den Zügen 1. d4 Sf6 2. c4 e5 3. dxe5 Sg4 4. e4 d6 entsteht. Beide gelten nach heutigem Stand der Theorie als nicht ganz korrekt.